# Kelly Macdonald
Kelly Macdonald (Glasgow, 1976. február 23. –) Primetime Emmy-díjas skót színésznő.
Első filmszerepét a Trainspotting (1996) című kultuszfilmben kapta. Ezt követően olyan filmekben szerepelt, mint az Elizabeth (1998), a Gosford Park (2001), a Kényszerszünet (2003) és a Nanny McPhee – A varázsdada (2005). A Coen testvérek 2008-ban bemutatott Nem vénnek való vidék című rendezésének női mellékszereplőjeként BAFTA-díjra jelölték. A 2010-es évek elejétől feltűnt a Harry Potter és a Halál ereklyéi 2. (2011), az Anna Karenina (2012), a T2 Trainspotting (2017) és A Vagdalthús-hadművelet (2021) című filmekben. A 2012-es Merida, a bátor című Pixar-filmben a címszereplő eredeti hangját kölcsönözte.
A 2005-ös Kávé és szerelem című tévéfilmmel Primetime Emmy-díjat nyert, mint legjobb női mellékszereplő. 2010 és 2014 között a Boardwalk Empire – Gengszterkorzó szereplőjeként egy további Primetime Emmy-re és két Golden Globe-díjra jelölték. Fontosabb szereplései voltak még a Fekete tükör A nemzet ellensége című 2016-os epizódjában, valamint a Kötelesség/Szégyen (2019) című minisorozatban. 2021-ben A becsület védelmében című brit sorozat hatodik, egyben utolsó évadjának főszereplője volt.

## Pályafutása
Glasgowban dolgozott bárpincérnőként, amikor a Trainspotting szórólapon meghirdetett, nyitott szereplőválogatására jelentkezett. Több száz lány közül nyerte el az Ewan McGregor által alakított főszereplőt, Rentont elcsábító kiskorú Diane Coulston	szerepét. Macdonaldot jelölték a BAFTA skóciai változatának díjára, mint legjobb színésznő. 1998-ban az Elizabeth című történelmi filmben játszotta Elizabeth Knollyst, I. Erzsébet angol királynő udvaroncát. A 2000-es Élni tudni kell című romantikus drámával női főszereplőként Independent Spirit Awards-jelölést kapott. 2002-ben a Gosford Park szereplőgárdájának tagja lett és a többi színésszel együtt nyert díjakat, többek között egy Screen Actors Guild-díjat.
2003-ban a David Yates által rendezett Államérdek című politikai thrillersorozat szereplője lett. 2005-ben a színésznő a szintén Yates rendezte Kávé és szerelem című televíziós filmmel ért el sikereket – megkapta a legjobb női mellékszereplőnek járó Primetime Emmy-díjat és hasonló kategóriában egy Golden Globe-díjra is jelölték. Következő kritikai sikerét a 2007-es Nem vénnek való vidék hozta el számára. A Coen testvérek által rendezett filmdráma női mellékszereplőjeként BAFTA-díjra jelölték és a többi színésszel közösen újabb Screen Actors Guild-díjat is átvehetett. A következő évben a Chuck Palahniuk regényéből készített Fulladás, 2009-ben Az elektromos ködben misztikus filmdráma mellékszereplője volt. 
2010-től 2014-ig a HBO Boardwalk Empire – Gengszterkorzó című bűnügyi drámasorozatának mind az öt évadjában a főszereplő Nucky Thompson (Steve Buscemi) feleségeként szerepelt. A stábbal közösen két Screen Actors Guild-díjat szerzett, emellett női mellékszereplőként kétszer is jelölték Golden Globe-ra és egyszer Primetime Emmy-díjra. 2011-ben átvette Nina Youngtól a Szürke Hölgy, vagyis a Hollóház kísértetének szerepét a Harry Potter és a Halál ereklyéi 2.-ben. 2012-ben a címszereplő eredeti hangját adta a Merida, a bátor című animációs filmben, továbbá az Anna Kareninában is volt egy fontosabb szerepe. 2016-ban a Fekete tükör 13. epizódjában (A nemzet ellensége) főszerepet kapott, a kritikusok elismerően nyilatkoztak színészi játékáról.
2017-ben megismételte legelső szerepét, Diane Coulstont a T2 Trainspotting című filmben és feltűnt a Viszlát, Christopher Robin című életrajzi drámában is. 2019-ben a Kötelesség/Szégyen és a The Victim című brit minisorozatok főszereplője volt – utóbbival elnyerte a legjobb televíziós színésznőnek járó skót BAFTA-díjat. 2021-ben A becsület védelmében című, hasonló műfajú sorozat utolsó évadjának főszereplőjeként tűnt fel a képernyőn, újabb skót televíziós BAFTA-jelölést kiérdemelve.

## Magánélete
2003 augusztusában feleségül ment Dougie Payne zenészhez, a Travis együttes basszusgitárosához. Két fiuk született. 2014-ben hazaköltöztek szülővárosukba, Glasgowba, miután Londonban és New York-ban is éltek. 2017-ben különköltöztek.

## Filmográfia

### Film
| Év   | Magyar cím                          | Eredeti cím                                   | Szerep                   | Magyar hang         |
| ---- | ----------------------------------- | --------------------------------------------- | ------------------------ | ------------------- |
| 1996 | Trainspotting                       | Trainspotting                                 | Diane Coulston           | Roatis Andrea       |
| 1996 | Stella ügyletei                     | Stella Does Tricks                            | Stella McGuire           |                     |
| 1997 |                                     | Dead Eye Dick (rövidfilm)                     | Wendy                    |                     |
| 1998 | Betti néni                          | Cousin Bette                                  | Hortense Hulot           |                     |
| 1998 | Elizabeth                           | Elizabeth                                     | Isabel Knollys           | Létay Dóra          |
| 1999 | Csók, macsók!                       | Splendor                                      | Mike                     | Létay Dóra          |
| 1999 | Entrópia                            | Entropy                                       | Pia                      |                     |
| 1999 | Az ártatlanság elvesztése           | The Loss of Sexual Innocence                  | Susan                    | Vadász Bea          |
| 1999 | Élet a birtokon                     | My Life So Far                                | Elspeth Pettigrew        | Csuha Borbála       |
| 1999 | Élet a birtokon                     | My Life So Far                                | Elspeth Pettigrew        | Gáspár Kata         |
| 1999 |                                     | Tube Tales                                    | Emma                     |                     |
| 2000 | Élni tudni kell                     | Two Family House                              | Mary O'Neary             |                     |
| 2000 |                                     | House!                                        | Linda                    |                     |
| 2000 | Hangok                              | Some Voices                                   | Laura                    |                     |
| 2001 | Sinatra árnyékában                  | Strictly Sinatra                              | Irene                    |                     |
| 2001 | Gosford Park                        | Gosford Park                                  | Mary Maceachran          | Györgyi Anna        |
| 2003 | Kényszerszünet                      | Intermission                                  | Deirdre                  | Törtei Tünde        |
| 2004 | Én, Pán Péter                       | Finding Neverland                             | Pán Péter                |                     |
| 2005 | Galaxis útikalauz stopposoknak      | The Hitchhiker's Guide to the Galaxy          | Jin Jenz riporter        |                     |
| 2005 | Isten bárányai                      | All the Invisible Children                    | Jonathan felesége        |                     |
| 2005 | Nanny McPhee – A varázsdada         | Nanny McPhee                                  | Evangeline               | Zsigmond Tamara     |
| 2005 | Lassie                              | Lassie                                        | Jeanie                   |                     |
| 2005 | Bikatöke                            | A Cock and Bull Story                         | Jenny                    |                     |
| 2007 | Nem vénnek való vidék               | No Country for Old Men                        | Carla Jean Moss          | Czirják Csilla      |
| 2008 | A csendes bérgyilkos                | The Merry Gentleman                           | Kate Frazier             | Németh Borbála      |
| 2008 | Fulladás                            | Choke                                         | Paige Marshall           | Bertalan Ágnes      |
| 2009 | Az elektromos ködben                | In the Electric Mist                          | Kelly Drummond           | Törtei Tünde        |
| 2011 | Menyasszony csaléteknek             | The Decoy Bride                               | Katie Nic Aodh           | Nemes Takách Kata   |
| 2011 | Harry Potter és a Halál ereklyéi 2. | Harry Potter and the Deathly Hallows – Part 2 | Szürke Hölgy             | Molnár Ilona        |
| 2012 | Merida, a bátor                     | Brave                                         | Merida hercegnő (hangja) | Lamboni Anna        |
| 2012 | Anna Karenina                       | Anna Karenina                                 | Dolly Oblonskaya         | Molnár Ilona        |
| 2016 | Hírhajhászok                        | Special Correspondents                        | Claire Maddox            |                     |
| 2016 |                                     | Swallows and Amazons                          | Mrs. Walker              |                     |
| 2016 |                                     | The Journey Is the Destination                | Duff                     |                     |
| 2017 | T2 Trainspotting                    | T2 Trainspotting                              | Diane Coulston           | Szávai Viktória     |
| 2017 | Viszlát, Christopher Robin          | Goodbye Christopher Robin                     | Olive                    | Györgyi Anna        |
| 2018 | Puzzle                              | Puzzle                                        | Agnes                    | Szávai Viktória     |
| 2018 | Ralph lezúzza a netet               | Ralph Breaks the Internet                     | Merida hercegnő (hangja) | Lamboni Anna        |
| 2018 | Holmes és Watson                    | Holmes & Watson                               | Mrs. Hudson              |                     |
| 2019 |                                     | Dirt Music                                    | Georgie Jutland          |                     |
| 2021 | A Vagdalthús-hadművelet             | Operation Mincemeat                           | Jean Leslie              |                     |
| 2022 | Beugrottam                          | I Came By                                     | Lizzie Nealey            | Majsai-Nyilas Tünde |
| 2022 |                                     | Typist Artist Pirate King                     | Sandra                   |                     |
| 2024 |                                     | The Radleys                                   | Helen Radley             |                     |

### Televízió
| Év        | Magyar cím                        | Eredeti cím          | Szerep                        | Megjegyzések                                                                 |
| --------- | --------------------------------- | -------------------- | ----------------------------- | ---------------------------------------------------------------------------- |
| 1996      |                                   | Screen Two           | Amy Ogilvie                   | 1 epizód                                                                     |
| 2003      | Megfestett sors                   | Brush with Fate      | Aletta Pieters                | tévéfilm                                                                     |
| 2003      | Államérdek                        | State of Play        | Della Smith                   | 6 epizód                                                                     |
| 2005      | Alias                             | Alias                | Kiera MacLaine / Meghan Keene | 1 epizód                                                                     |
| 2005      | Kávé és szerelem                  | The Girl in the Café | Gina                          | - tévéfilm - magyar hangja: - Roatis Andrea                                  |
| 2009      |                                   | Skellig              | Louise                        | tévéfilm                                                                     |
| 2010–2014 | Boardwalk Empire – Gengszterkorzó | Boardwalk Empire     | Margaret Thompson             | főszereplő (45 epizód)                                                       |
| 2016      | Fekete tükör                      | Black Mirror         | DCI Karin Parke               | - 1 epizód (A nemzet ellensége) - magyar hangja:[forrás?] - Balázsovits Edit |
| 2017      |                                   | The Child in Time    | Julie                         | tévéfilm                                                                     |
| 2019      |                                   | The Victim           | Anna Dean                     | minisorozat (4 epizód)                                                       |
| 2019      | Kötelesség/Szégyen                | Giri/Haji            | DC Sarah Weitzmann            | főszereplő (8 epizód)                                                        |
| 2019      | Városi legendák                   | Urban Myths          | Margit hercegnő               | 1 epizód                                                                     |
| 2020      |                                   | Truth Seekers        | Jojo74                        | 2 epizód                                                                     |
| 2021      | A becsület védelmében             | Line of Duty         | DCI Joanne Davidson           | - főszereplő - 6. évad (7 epizód)                                            |
| 2022      |                                   | Ten Percent          | önmaga                        | 1 epizód                                                                     |
| 2023      |                                   | Never Let Me Go      |                               | ismeretlen epizód                                                            |
| 2024      | Kóbor alakulat                    | Skeleton Crew        | Pokkit                        | - 2 epizod - magyar hangja: - Mikecz Estilla                                 |

## Fordítás
- Ez a szócikk részben vagy egészben  a   Tomcats (2001 film) című angol Wikipédia-szócikk ezen változatának fordításán alapul.  Az eredeti cikk szerkesztőit annak laptörténete sorolja fel. Ez a jelzés csupán a megfogalmazás eredetét és a szerzői jogokat jelzi, nem szolgál a cikkben szereplő információk forrásmegjelöléseként.